# スティービー・リクス
スティービー・リクス（Stevie Riks、1967年9月3日 - ）は、イギリスチェシャー州エレスメア・ポート出身のコメディアン、ものまねタレントである。
彼は、主にYouTubeにネタを出している。

## 来歴
1988年にITV Centralの番組『New Faces』にソロやバンドとして出演。
2000年にワンマンショー『The Stevie Riks Show』を開催。翌年にクラブや劇場などでツアーが行われた。
2005年に発売されたCrazy Frogのシングル「RING DING DING」に収録された「Pondlife」にボイスで参加。同シングルは全英シングルチャートで11位を記録した。
2006年よりYouTubeにてモノマネ動画を公開するようになった。

## 彼がモノマネをする有名人
| - ジョン・レノン - ポール・マッカートニー - ジョージ・ハリスン - リンゴ・スター - フレディ・マーキュリー - ミック・ジャガー - キース・リチャーズ - ロニー・ウッド - チャーリー・ワッツ - エリック・クラプトン - エルヴィス・プレスリー - デヴィッド・ボウイ - エルヴィス・コステロ - マイケル・ジャクソン - デヴィッド・キャシディ - アート・ガーファンクル - ポール・サイモン - ビング・クロスビー - ボブ・ディラン - エルトン・ジョン - クリフ・リチャード - バリー・ギブ - ロビン・ギブ - モーリス・ギブ - オジー・オズボーン - スティング - ギルバート・オサリバン - ジョージ・マイケル - ノエル・ギャラガー - リアム・ギャラガー |